# Лонкоць (Люблінське воєводство)
Лонкоць (пол. Łąkoć) — село в Польщі, у гміні Курув Пулавського повіту Люблінського воєводства.
Населення — 207 осіб (2011).

## Демографія
Демографічна структура станом на 31 березня 2011 року:
|          | Загалом | Допрацездатний вік | Працездатний вік | Постпрацездатний вік |
| -------- | ------- | ------------------ | ---------------- | -------------------- |
| Чоловіки | 104     | 24                 | 68               | 12                   |
| Жінки    | 103     | 22                 | 59               | 22                   |
| Разом    | 207     | 46                 | 127              | 34                   |